# Rivière Nasigon
Rivière Nasigon är ett vattendrag i Kanada.   Det ligger i provinsen Québec, i den sydöstra delen av landet, 240 km norr om huvudstaden Ottawa. Rivière Nasigon ligger vid sjön Lac Nasigon.
I omgivningarna runt Rivière Nasigon växer i huvudsak blandskog. Trakten runt Rivière Nasigon är nära nog obefolkad, med mindre än två invånare per kvadratkilometer.